# Lathicerus
Lathicerus is een geslacht van rechtvleugeligen uit de familie Lathiceridae. De wetenschappelijke naam van dit geslacht is voor het eerst geldig gepubliceerd in 1888 door Saussure.

## Soorten
Het geslacht Lathicerus  is monotypisch en omvat slechts de volgende soort:
- Lathicerus cimex (Saussure, 1888)